# Xã Big Bend, Quận Chippewa, Minnesota
Xã Big Bend (tiếng Anh: Big Bend Township) là một xã thuộc quận Chippewa, tiểu bang Minnesota, Hoa Kỳ. Năm 2010, dân số của xã này là 240 người.